# Hercynská podprovincie

Hercynská biogeografická podprovincie na území ČR

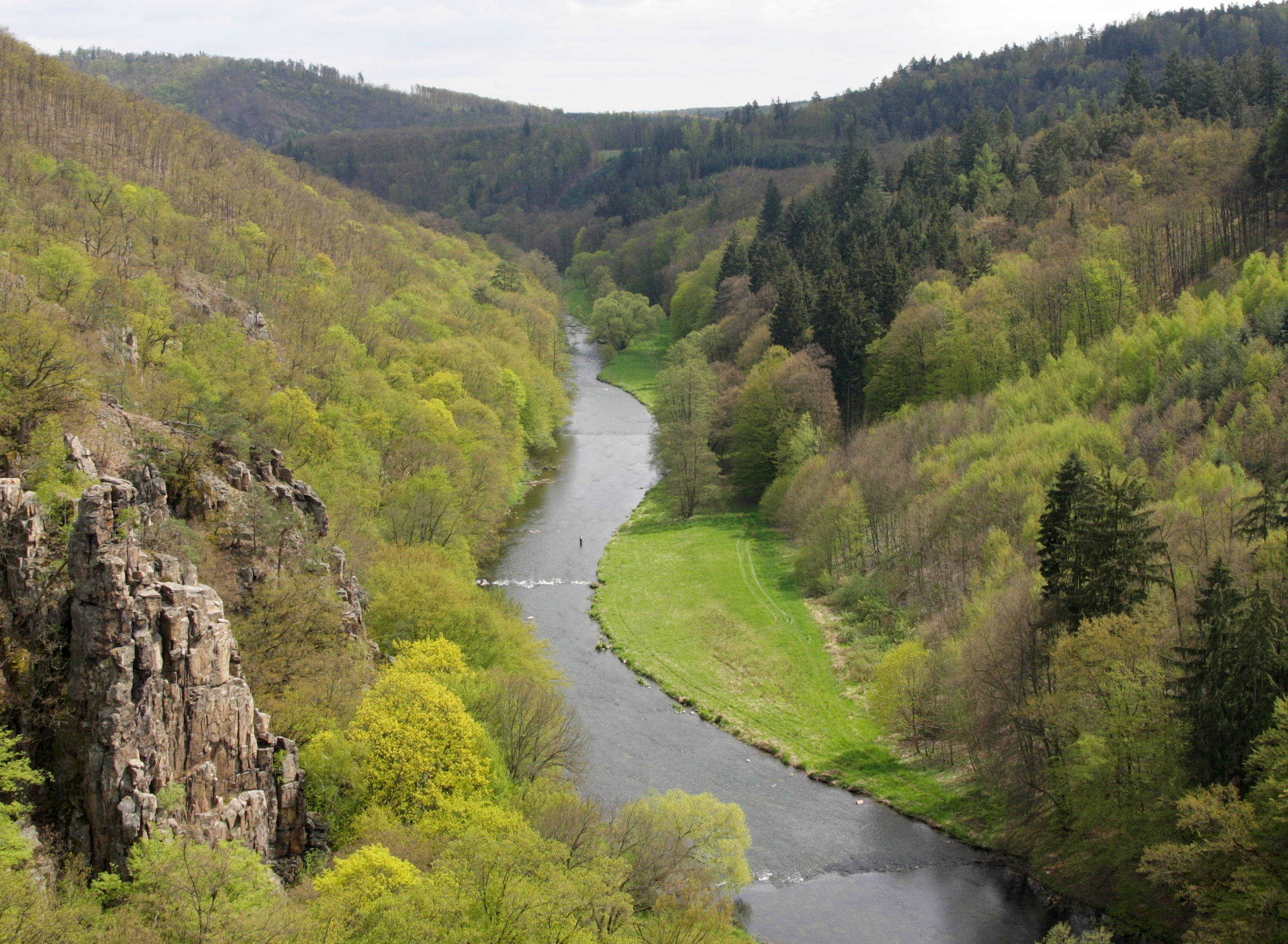
Typická zaříznutá skalnatá údolí v krajině Hercynika na příkladu údolí řeky Jihlavy

Hercynská podprovincie (někdy též Hercynie) je biogeografická jednotka, která v České republice zahrnuje celé Čechy a zhruba polovinu Moravy a Slezska. Přesahuje dále na západ do Německa a přibližně odpovídá poloze pohoří České a Středoněmecké vysočiny, která obě vznikla při hercynském vrásnění (odtud název jednotky).
V rámci biogeografického členění Česka jednou ze čtyř podprovincií v Česku a náleží pod provincii středoevropských listnatých lesů. Hercynská podprovincie je určitou analogií k "ekoregionu" Western European broadleaf forests v systému Světového fondu na ochranu přírody (WWF). Podprovincie se dále dělí na 71 bioregionů (viz seznam níže).

## Charakteristika
Biota hercynské podprovincie je významně ovlivněna zejména geologicky starým podložím, které je tvořeno převážně kyselými horninami. Na tomto podkladu pak vznikly kyselé a živinami chudé půdy předurčující především acidofilní společenstva (např. acidofilní doubravy nebo bučiny). Živinami bohatší plochy se vyskytují málo (krasy, neovulkanity) a typické pro tuto podprovincii jsou malé hadcové ostrůvky. Reliéf je většinou tektonicky rozlámaný, zarovnaný a různě vysoko zdvižený. Charakteristické pro krajinu Hercynika je výrazný kontrast monotónních plošin se zaříznutými skalnatými údolími. Ta jsou nejen významnými migračními trasami, ale jsou i centry biodiverzity.
Vegetační stupně v podprovincii jsou zastoupeny od 1. dubového až po 9. klečový stupeň, z nichž nejrozsáhlejší v České republice je 4. bukový. Vegetační stupně v Hercynii leží o 100 – 200 m níže než v sousední západokarpatské a severopanonské podprovincii. Přes malou členitost reliéfu jsou zde četná místa s odlišným lokálním klimatem. Díky teplotní inverzi je typická inverze vegetačních stupňů (sestup horské bioty úzkými údolími do nižší nadmořské výšky) a díky rozdílnému přísunu slunečního záření je také typický ostrý kontrast ve vegetaci jižních a severních svahů.
Charakteristická je přítomnost podmáčených stanovišť. V nižších polohách to jsou podmáčené jedliny, ve vyšších přecházejí do podmáčených smrčin až rašelinišť (na mocnějších rašeliništích s blatkovými bory). Tato vegetace se v okolních podprovinciích téměř nevyskytuje. Flóra je středně bohatá, ale kvůli geologicky jednotvárnému území je uniformní. Převažují středoevropské druhy, typické oceánické druhy chybí a kvůli druhovému ochuzení během glaciálů podprovincie postrádá endemity. Výjimkou jsou některé druhy na hadcích a rašeliništích. Teplomilná a horská biota má zčásti charakter reliktů.
Fauna je celkem druhově bohatá a velice podobná zejména sousední západokarpatské podprovincii. Tak jako okolní středoevropské podprovincie je ochuzená a pozměněná díky působení pleistocenních a holocenních změn klimatu a díky působení člověka. Typický je velký podíl eurosibiřských druhů s rozsáhlými areály, dále jsou zastoupeny druhy od Středomoří a méně od Atlantiku. Zvířecí endemiti zde nejsou téměř žádní a podprovincie je osídlena široce rozšířenými druhy kulturní krajiny.